# Ammochostosstadion
Het Ammochostosstadion (Grieks: Γήπεδο 'Αμμόχωστος') is een multifunctioneel stadion in Larnaca, een stad in Cyprus. 
De vroegere namen voor het stadion waren tussen 1991 en 2016 Stadio RAFAEL GROUP Ammóchostos, tussen 2016 en 2017 DIMCO Ammóchostos-Epistrofi, tussen 2017 en 2018 DANOI Ammochostos-Epistrofi en tussen 2018 en 2020 N. Papas Group Ammochostos-Epistrofi. De naam 'Ammochostos' komt van de stad Famagusta. In het Grieks wordt dat geschreven als Αμμόχωστος of Ammóchostos.
Het stadion wordt vooral gebruikt voor voetbalwedstrijden, de voetbalclubs Nea Salamis Famagusta FC en Alki Oroklini maken gebruik van dit stadion. Het stadion werd gebruikt voor de finale op het Europees kampioenschap voetbal onder 16 van 1992, die op 17 mei werd gespeeld tussen Duitsland en Spanje.
In het stadion is plaats voor 5.500 toeschouwers. Het stadion werd geopend in 1991 en gerenoveerd in 1998.